# بانک بی‌اس‌یو
بانک بی‌اس‌یو (انگلیسی: Bank BSU) شرکت خدمات مالی و بانکداری سوئیسی است، که در سال ۱۸۳۶ تأسیس شد.